# 滝沢克己
滝沢 克己（たきざわ かつみ、1909年3月8日 - 1984年6月26日、正字では「瀧澤」）は、日本の哲学者、キリスト教神学者。号は「等石」。

## 略歴
1909年、栃木県宇都宮市に生まれた。小・中学と1年飛び級で卒業。九州帝国大学法文学部哲学科で学び、1931年に卒業した。ドイツに渡ってボン大学にてカール・バルトに師事。
帰国後、山口高等商業学校教授となった。その後、母校である九州帝国大学助教授に就任。1949年より九州大学文学部哲学科教授。1969年からは文学部長を務めた。大学闘争では全共闘の学生を支持して大学を批判、1970年に辞職した。海外では、ハイデルベルク大学、マインツ大学ほかで客員教授を務めた。

## 研究内容・業績
「滝沢克己著作集」全10巻が法藏館より刊行されている。

### 思想
- 西田幾多郎とカール・バルトの影響の下、「インマヌエルの哲学」と呼ばれる思想を展開した。インマヌエルとは「神われらと共に在す」の意味である。キリスト教徒であろうとあるまいと、あらゆる人は「神われらとともに在す」という事実に属している。滝沢はこれを「第1義の接触」という。「第2義の接触」は人がこの事実に目覚めるときに起きる。第2義の接触によって人は自覚を持って宗教的な生を生きることになる。
- 滝沢は神と人間の関係を「不可分・不可同・不可逆」であるとしている。すなわち、神がこの世界でまぎれもなく働いているという意味において不可分。人間と神は同等ではありえず、神の前では人間は無に等しいという意味において不可同。神は絶対的主権を持っており、神から人間への啓示はあっても人間が自分の意志で神へと至ることはできないという意味において不可逆。滝沢は第1義と第2義の関係も、神と人間/世界の関係と同様に不可分・不可同・不可逆であるとする。
- 滝沢の思想はキリスト教と、仏教をはじめとする他宗教との対話を可能にするものであった。仏教的に言えば第1義の接触とは「仏性」、第2義の接触とは「悟り」と同義である。しかし滝沢は仏教は宗教としては不可逆性の自覚が足りないとしている。

## 家族・親族
- 末娘：滝沢比佐子（1944 - 1978）。早世し、文集を編んでいる。

## 著作
- 『西田哲学の根本問題』（刀江書院、社会哲学叢書） 1936、新版・こぶし文庫 2004
- 『現代日本哲学』（三笠書房、現代学芸全書） 1940
- 『カール・バルト研究 イエスキリストのペルソナの問題』（刀江書院） 1941
- 『夏目漱石』（三笠書房） 1943
- 『哲学と神学との間 上』（乾元社） 1948
- 『平和はどこから来るか 史的唯物論と実存主義』（乾元社） 1949
- 『デカルト「省察録」研究 それを手引とする哲学入門』（乾元社） 1950
- 『現代哲学の課題 宗教と科学と哲学』（乾元社） 1952、のち創言社 2004
- 『職業の倫理』（洋々社、現代哲学叢書） 1956
- 『漱石の「こころ」と福音書』（洋々社、現代哲学叢書） 1956
- 『漱石文学における結婚と人生』（洋々社、現代哲学叢書） 1956
- 『スポーツの哲学 競技と芸術と人生』（内田老鶴圃、老鶴圃新書） 1961、のち改題『競技・芸術・人生』
- 『仏教とキリスト教』（法蔵館） 1964
- 『聖書のイエスと現代の思惟』（新教出版社、現代神学双書） 1965
- 『芥川竜之介の思想 「侏儒の言葉」と「西方の人」』（新教出版社、新教新書） 1967
- 『漱石の世界』（国際日本研究所） 1968
- 『夏目漱石の思想 「こころ」と「それから」』（新教出版社、新教新書） 1968
- 『「現代」への哲学的思惟 マルクス哲学と経済学』（三一書房） 1969
- 『現代の事としての宗教』（法蔵館） 1969
- 『自由の原点・インマヌエル』（新教出版社、今日のキリスト教双書） 1969
- 『大学革命の原点を求めて』（新教出版社） 1969
- 『人間の「原点」とは何か』（三一書房） 1970
- 『カール・バルト研究 イエス・キリストのペルソナの問題』（創言社、滝沢克己著作集 第2巻） 1971
- 『カール・バルト研究』（法蔵館） 1972
- 『キリスト教と日本の現情況』（新教出版社、今日のキリスト教双書） 1972
- 「滝沢克己著作集」（法藏館）
  1. 『西田哲学の根本問題』 1972
  2. 『カール・バルト研究』 1974
  3. 『夏目漱石1』 1974
  4. 『夏目漱石2 芥川竜之介』 1973
  5. 『現代哲学の課題』 1973
  6. 『近代主義の超克』 1974
  7. 『仏教とキリスト教の根本問題』 1973
  8. 『哲学・倫理学入門』 1974
  9. 『哲学・経済学論集』 1974
  10. 『遊戯・芸術・宗教』 1974
- 『ドストエフスキーと現代』（三一書房） 1972
- 『私の大学闘争』（三一書房） 1972
- 『日本人の精神構造 イザヤ・ベンダサンの批評にこたえて』（講談社） 1973
- 『「歎異抄」と現代』（三一書房） 1974
- 『わが思索と闘争』（三一書房） 1975
- 『宗教を問う』（三一書房） 1976
- 『自由の現在』（三一書房） 1979
- 『続・仏教とキリスト教』（法蔵館） 1979
- 『デカルトとサルトル』（創言社） 1980
- 『聖書のイエスと現代の人間 田川建三「イエスという男」の触発による』（三一書房） 1981
- 『哲学は何のためにあるか』（法蔵館、法蔵選書） 1981、新版2022
- 『バルトとマルクス 新しき世界』（三一書房） 1981
- 『日本人の精神構造 西田哲学の示唆するもの』（三一書房） 1982
- 『あなたはどこにいるのか 実人生の基盤と宗教』（三一書房） 1983
- 『将棋の哲学 はじめに言ありき』（創言社） 1983
- 『現代における人間の問題』（三一書房） 1984
- 『神のことば人の言葉 宗教・歴史・国家』（創言社） 1985
- 『聖書入門 マタイ福音書講義 第1巻 (イエスの生涯)』（三一書房） 1986
- 『聖書入門 マタイ福音書講義 第2巻 (汝の罪赦されたり)』（三一書房） 1986
- 『聖書入門 マタイ福音書講義 第3巻 (種まく者)』（三一書房） 1986
- 『聖書入門 マタイ福音書講義 第4巻 (時のしるし)』（三一書房） 1987
- 『読解の座標 哲学・文学・教育』（創言社） 1987
- 『純粋神人学序説 物と人と』（創言社） 1988
- 『聖書入門 マタイ福音書講義 第5巻 (十字架と復活)』（三一書房） 1988
- 『滝沢克己講演集』（創言社） 1990
- 『現代の医療と宗教 身心論をめぐって』（創言社） 1991
- 『朝のことば 学ぶこと・考えること』（創言社） 1992
- 『聖書を読む マタイ福音書講解』全8巻（岩切政和編、創言社） 1993 - 2003
- 『中学生の孫への手紙 人生の難問に答えて』（滝谷美佐保編、創言社） 2001
- 『講座日本人の精神構造』（辻厚治編、創言社） 2008
- 『西田幾多郎研究資料集成 第3巻 瀧澤克己集』（小坂国継編・解説、クレス出版） 2012
- 『今を生きる滝沢克己 生誕110周年記念論集』（滝沢克己協会編、新教出版社） 2019

### 共編著
- 『浄土真宗とキリスト教』（石田充之共編、法蔵館） 1974
- 『神はどこで見出されるか』（八木誠一共編著、三一書房） 1977
- 『比佐子その生と死』（滝沢比佐子、編、三一書房） 1980
- 『なぜ親鸞なのか 笠原初二遺稿集』（編、法蔵館） 1984
- 『比佐子 生きることと考えること』（編、三一書房） 1984
- 『カール・バルト=滝沢克己往復書簡 1934 - 1968』（S・ヘネッケ, A・フェーネマンス編、寺園喜基訳、 新教出版社） 2014

## 伝記
- 『滝沢克己 哲学者の生涯』（前田保、創言社） 1999

### 関連文献
- 「山本義隆・滝沢克己往復書簡 (上)」(朝日ジャーナル第11巻第26号)  1969.6.10
- 「山本義隆・滝沢克己往復書簡 (下)」(朝日ジャーナル第11巻第27号)  1969.7.6
- 『畢竟 滝沢克己の原点志向をめぐって Symposium《生の根柢を問う》』（星野元豊, 鈴木亨, 飯島宗享, 元浜清海共編、法蔵館） 1974
- 『滝沢克己 人と思想』（滝沢克己追悼記念論文集発行委員会編、新教出版社） 1986
- 『滝沢克己とバルト神学』（浜辺達男、新教出版社） 1974
- 『仏教とキリスト教 滝沢克己との対話を求めて』（八木誠一, 阿部正雄編著、秋月龍珉, 本多正昭共著、三一書房） 1981
- 『野の花空の鳥 滝沢克己先生の思い出』（星野元豊, 三島淑臣編、創言社） 1986
- 『滝沢克己著作年譜』（坂口博編、創言社） 1989
- 『滝沢克己 存在の宇宙』（小林孝吉、創言社） 2000
- 『滝沢克己の世界・インマヌエル』（柴田秀、春秋社） 2001
- 『滝沢克己からルドルフ・シュタイナーへ 人生の意味を求めて』（塚田幸三、ホメオパシー出版） 2008
- 『ルネ・デカルトと滝沢克己』（冨吉建周編、創言社） 2009
- 『滝沢克己を語る』（三島淑臣監修、春風社） 2010
- 『滝沢克己の哲学 超越論的な原事実と表現、その定位と射程』（前田保、創言社） 2011